# 수영야류
수영야류(水營野遊)는 부산광역시 수영구 수영동에 전해져오는 민속놀이이다. 1971년 2월 24일 대한민국의 국가무형문화재 제43호로 지정되었다.

## 개요
야류(들놀음)는 경상남도 내륙지방에서 행해지던 오광대가 바닷길을 따라 수영·동래·부산진 등에 전래된 것으로, 야류란 이름은 넓은 들판같은 곳에서 놀기 때문에 붙여진 것이라고 한다. 오광대가 전문연예인에 의해 행해진 도시가면극이라면 야류는 비직업적인 연희자들, 즉 마을사람들에 의해 토착화된 놀이이다.
수영야류는 정월 대보름에 산신령과 샘물, 그리고 최영 장군 묘에 제사를 지낸 후 달이 뜨기를 기다려 행해진다. 약 200년전 좌수영 수사의 직책을 맡았던 관리가 초계 밤마리(현재 합천군 덕곡면 율지리)의 대광대패들을 불러다가 놀게 하였는데 부하들이 이를 보고 배운데서 시작된 것이라 전해진다. 놀이는 양반춤·영노춤·할미와 영감춤·사자춤의 4과장으로 구성되어 있으며, 놀이에 앞서 가면과 의상을 갖추고 음악을 울리면서 공연장소까지 행렬하는 길놀이를 한다. 놀이가 끝나면 가면을 한 곳에 모아 제사를 지내고 불태우면서 행운을 빈다. 등장인물은 수양반·둘째양반·셋째양반·넷째양반·종가도령·말뚝이·영노·할미·제대각시·사자·호랑이의 11명으로 다른 지방에 비해 적다. 양반에 대한 풍자와 처·첩의 문제를 다루고 있으며 민중의 생활상을 엿볼 수 있다. 다른 야류하고는 달리 문둥이춤이 없는 대신 사자춤이 있는 것이 특징이다.
수영야류는 약 200년의 역사를 가진 탈놀음으로 제례의식적인 성격과 함께 사회성 및 예술성을 지니고 있는 전통적인 마당놀이이다.

## 기능 보유자
위촉된 기능보유자는 다음과 같다.
- 태명준(太命俊, 1905년생, 범<담보>)
- 김귀수(金貴秀, 1909년생, 할미)
- 조덕주(趙德周, 1914년생, 탈 제작)
- 윤수만(尹守萬, 1916년생, 악사<꽹쇠>)
- 김달봉(金達鳳, 1917년생, 영노)
- 조복준(趙福俊, 1920년생, 악사<장고>)

## 같이 보기
- 수영야류 탈 (부산광역시 민속문화재 제16호)

## 참고 자료
- 수영야류 - 국가유산청 국가유산포털